# Conflict: Desert Storm II
Conflict: Desert Storm II, sous-titré Conflict: Desert Storm II: Back to Baghdad en Amérique du Nord, est un jeu vidéo d'action à la troisième personne, développé par Pivotal Games et édité par SCi, sorti en 2003. Il s'agit du second épisode de la série Conflict.

## Scénario
Se déroulant lors de la guerre du Golfe de 1991, le jeu permet de prendre le contrôle de quatre membres d'une escouade du Special Air Service ou de la Delta Force devant se frayer un chemin à travers dix missions contre l'armée irakienne de Saddam Hussein. Diverses missions sont proposées, telles que la destruction de Scuds irakiens, la prise d'une usine de gaz sarin etc.

## Système de jeu
Le joueur peut utiliser des tactiques différentes, telles qu'attaquer de front ou en utilisant la furtivité. Il n'est pas limité à l'arsenal d'origine, pouvant trouver et récupérer des armes ennemies et leurs munitions. Le joueur peut également donner des ordres à ses coéquipiers, tels que « suivez-moi » ou « feu à volonté ».
Divers véhicules sont jouables, tels que le Humvee ou encore le M2/M3 Bradley.
- John Bradley (chef d'escouade, infanterie) ;
- Paul Foley (tireur d'élite) ;
- Mick Connors (armement anti-char) ;
- David Jones (soldat du génie).

A noter qu'en cas de mort d'un des membres de l'escouade à la fin d'une mission, celui-ci est remplacé par un "bleu" lors de la suivante. Il perd alors toute son expérience des armes. 

## Réception
Le jeu a reçu plutôt de bons commentaires de la part des critiques (7,9/10 sur IGN, 6,7/10 sur GameSpot, 74,5 % sur GameRankings et 70 % sur Metacritic).